# Палата депутатов Бразилии
Палата депутатов (порт. Câmara dos Deputados) — нижняя палата Национального конгресса Бразилии. Состоит из 513 депутатов, избираемых по пропорциональной системе сроком на 4 года.

## Полномочия
К исключительной компетенции Палаты депутатов относится:
- Предложение и утверждение законов
- начать процесс импичмента  в отношении президента, вице-президента и государственных министров;
- проверять данные в отношении отчётов президента, если они не были представлены в Конгресс в 60-дневный срок после открытия законодательной сессии;
- принятие своего внутреннего регламента;
- установление своей организации и деятельности; введение, преобразование или упразднение постов, должностей и функций в своих службах и установление соответствующих вознаграждений при соблюдении параметров, установленных законом о бюджетных директивах.

## Состав
- ЛП — 42
- ПП — 42
- СДПБ — 33
- Солидарность — 13
- ПРОС — 11
- БРП — 11
- AVANTE — 6
- СЛПБ — 53
- Республиканцы — 34
- СХПБ — 9
- Патриота — 6
- БДМ — 36
- БСДП — 31
- Демократы — 28
- Подемос — 10
- НП — 8
- СНПБ — 8
- Зелёные — 4
- ПТ — 53
- СПБ — 31
- ДРП — 28
- ПСС — 10
- КПБ — 8
- Сеть устойчивого развития — 1

## Галерея
- Старое здание Палаты депутатов, использовавшееся до переноса столицы в Бразилиа
- Зал Палаты депутатов в 2006 году
- Зал палаты депутатов в 2012 году